# Štefan Fernyák
Štefan Fernyák (Dunajská Streda, 2 de junio de 1973) es un deportista eslovaco que compitió en lucha libre. Ganó una medalla de bronce en el Campeonato Europeo de Lucha de 1993, en la categoría de 62 kg.
Participó en dos Juegos Olímpicos de Verano, ocupando el octavo lugar en Sídney 2000 y el 16.º lugar en Atenas 2004.

## Palmarés internacional
| Campeonato Europeo | Campeonato Europeo | Campeonato Europeo | Campeonato Europeo |
| Año                | Lugar              | Medalla            | Categoría          |
| ------------------ | ------------------ | ------------------ | ------------------ |
| 1993               | Estambul (Turquía) | Medalla de bronce  | 62 kg              |